# Карпенко Геннадій Дмитрович
Генна́дій Дми́трович Карпе́нко (біл. Генадзь Дзмітрыевіч Карпенка; 17 вересня 1949, Мінськ — 6 квітня 1999, Мінськ) — білоруський політичний і громадський діяч, вчений у галузі технології нових матеріалів і покриттів. Доктор технічних наук (1990), заслужений діяч науки БРСР (1991), член-кореспондент НАН Білорусі (1994).

## Біографія
Закінчив Білоруський політехнічний інститут (1972).
- У 1972—1983 — стажист-дослідник, інженер, старший інженер, завідувач групи, старший науковий співробітник Інституту ядерної енергетики АН БРСР,
- у 1983—1987 — завідувач відділу Білоруського НДІ порошкової металургії,
- у 1987—1990 — директор Молодечненського заводу порошкової металургії,
- у 1990—1996 — депутат ВР БРСР XII скликання і ВР РБ XIII скликання,
- у 1990—1992 — голова комісії з питань науки та науково-технічного прогресу ВР БРСР,
- у 1991—1994 — голова Молодечненського міськвиконкому. Виставляв свою кандидатуру на президентських виборах 1994 року, але не отримав підтримки у своїй партії. Як депутат ВР РБ XIII скликання,
- у 1996 — заступник Голови ВР РБ, керував спробою імпічменту президента А. Р. Лукашенка (1996). Глава Національного виконавчого комітету (1998). Перед 1999 Геннадій Карпенко вважався лідером білоруської опозиції і найбільш імовірним опозиційним кандидатом на президентських виборах 1999 року.

31.3.1999 Геннадій Карпенко був доставлений в 9-ю Мінську клінічну лікарню з діагнозом «крововилив у мозок». 1.4.1999 йому зроблена операція з видалення гематоми. Перебував у реанімаційному відділенні в несвідомому стані і 6.4.1999, о 7 год. ранку, помер. Смерть Геннадія Карпенка була несподіваною, дехто стверджує, що перед цим він ніколи не скаржився на стан здоров'я. В середовищі білоруської опозиції існує думка, що смерть Геннадія Карпенка пов'язана зі зникненням Юрія Захаренка і Віктора Гончара.
Карпенко розробив технології ядерних матеріалів на основі діоксидів урану, хрому, які вкорінені в спеціальній техніці. Під його керівництвом розроблені нові технологічні процеси отримання вакуумних покриттів із заданим комплексом фізико-механічних властивостей, а також створено ряд промислових установок для їх отримання. Автор понад 100 наукових робіт, в тому числі 1 монографії та 40 винаходів.
Будучи на посаді голови Молодечненського міськвиконкому (1991—1994), провів у місті значні економічні перетворення, ініціював проведення музичного і театрального фестивалів, створення футбольного клубу, докорінно десовєтизував міську топоніміку.
Лауреат Державної премія БРСР (1986) за розробку і створення нових технологічних процесів і обладнання для нанесення тонкоплівкових покриттів методом іонно-променевої обробки та їх широке впровадження в народне господарство БРСР.